# Championnat du Luxembourg féminin de football 2021-2022
Navigation
Édition précédente Édition suivante
La saison 2021-2022 du Championnat du Luxembourg féminin de football est la trente-sixième saison du championnat. Le Racing FC Union Luxembourg, tenant du titre, remet sa couronne en jeu.

## Participants
| \| Racing Union SC Bettembourg Jeunesse Junglinster SC Ell Wormeldange Izeg/CeBra FC Mamer 32 Wincrange/Wiltz Rosport/USBC YB Diekirch Fola Esch Sporting Bertrange Swift Hesperange \| Localisation des clubs engagés dans le championnat. |
| Racing Union SC Bettembourg Jeunesse Junglinster SC Ell Wormeldange Izeg/CeBra FC Mamer 32 Wincrange/Wiltz Rosport/USBC YB Diekirch Fola Esch Sporting Bertrange Swift Hesperange                                                           |

| Nom du club                      | Ville                             | Palmarès                               |
| -------------------------------- | --------------------------------- | -------------------------------------- |
| Racing FC Union Luxembourg       | Luxembourg                        | 1 (2021)                               |
| SC Bettembourg                   | Bettembourg                       | 2 (2017, 2019)                         |
| FC Jeunesse Junglinster          | Junglinster                       | 6 (2010, 2012, 2013, 2015, 2016, 2018) |
| SC Ell                           | Ell                               | 1 (2014)                               |
| Entente Wormeldange/Munsbach/CSG | Wormeldange Munsbach Grevenmacher |                                        |
| Entente Izeg/CeBra               | Itzig                             |                                        |
| FC Mamer 32                      | Mamer                             | 4 (2006, 2007, 2008, 2009)             |
| Entente Wincrange/Wiltz          | Wincrange                         |                                        |
| Entente Rosport/USBC             | Berdorf                           |                                        |
| Young Boys Diekirch              | Diekirch                          |                                        |
| CS Fola Esch-Alzette             | Esch-sur-Alzette                  |                                        |
| Sporting Bertrange               | Bertrange                         |                                        |
| Swift Hesperange                 | Hesperange                        |                                        |

## Compétition
Le championnat se dispute en une poule unique dans laquelle chaque équipe affronte toutes les autres à domicile et à l'extérieur. Le vainqueur se qualifie pour le 1er tour de qualifications de la Ligue des champions. Les équipes classées 11e, 12e et 13e sont reléguées en deuxième division tandis que l'équipe classée 10e dispute un barrage de promotion/relégation face au 3e de Ligue 2.

### Classement
| Rang | Équipe                   | Pts | J  | G  | N | P  | Bp  | Bc  | Diff |
| ---- | ------------------------ | --- | -- | -- | - | -- | --- | --- | ---- |
| 1    | Racing Union T           | 70  | 24 | 23 | 1 | 0  | 152 | 14  | +138 |
| 2    | FC Mamer 32              | 59  | 24 | 19 | 2 | 3  | 102 | 32  | +70  |
| 3    | Jeunesse Junglinster     | 55  | 24 | 18 | 1 | 5  | 91  | 32  | +59  |
| 4    | Wormeldange/Munsbach/CSG | 53  | 24 | 16 | 5 | 3  | 109 | 23  | +86  |
| 5    | SC Ell                   | 43  | 24 | 14 | 1 | 9  | 78  | 34  | +44  |
| 6    | SC Bettembourg           | 42  | 24 | 13 | 3 | 8  | 109 | 50  | +59  |
| 7    | Izeg/CeBra               | 33  | 24 | 10 | 3 | 11 | 50  | 44  | +6   |
| 8    | Young Boys Diekirch      | 26  | 24 | 8  | 2 | 14 | 62  | 60  | +2   |
| 9    | Wincrange/Wiltz          | 26  | 24 | 8  | 2 | 14 | 45  | 75  | -30  |
| 10   | Rosport/USBC             | 22  | 24 | 6  | 4 | 14 | 37  | 62  | -25  |
| 11   | Swift Hesperange         | 18  | 24 | 5  | 3 | 16 | 39  | 84  | -45  |
| 12   | CS Fola Esch             | 4   | 24 | 1  | 1 | 22 | 12  | 185 | -173 |
| 13   | Sporting Bertrange       | 3   | 24 | 1  | 0 | 23 | 11  | 202 | -191 |

- Champion et qualifié pour le 1er tour qualificatif de la Ligue des champions.
- Barrage contre le 3e de Ligue 2
- Relégué en Ligue 2